# Iago ab Idwal ap Meurig
Iago ab Idwal ap Meurig (fallecido en 1039) fue un príncipe de Gwynedd. También se le denomina "Rey de los Britones" en los Anales del Ulster.
A la muerte de Llywelyn ap Seisyll en 1023, el gobierno de Gwynedd regresó a la antigua dinastía de Abberfraw en la persona de Iago, bisnieto de Idwal Foel.
Sabemos muy poco acerca de su reinado. Fue asesinado por sus propios hombres en 1039 y reemplazado por el hijo de Llywelyn ap Seisyll, Gruffydd ap Llywelyn. El nieto de Iago Gruffudd ap Cynan recuperaría posteriormente el trono de Gwynedd, y debido a que su padre Cynan ap Iago fue poco conocido en Gales, Gruffudd era llamado "nieto de Iago" en lugar del habitual "hijo de Cynan".